# Isophya ciucasi
Isophya ciucasi is een rechtvleugelig insect uit de familie sabelsprinkhanen (Tettigoniidae). De wetenschappelijke naam van deze soort is voor het eerst geldig gepubliceerd in 2010 door Iorgu & Iorgu.
1. ↑  (en) Isophya ciucasi op de IUCN Red List of Threatened Species.